# پرلت لوئیزی
پرلت لوئیزی (انگلیسی: Pearlette Louisy؛ زادهٔ ۸ ژوئن ۱۹۴۶) سیاست‌مدار اهل سنت لوسیا است. وی از ۱۹ سپتامبر ۱۹۹۷ تا ۳۱ دسامبر ۲۰۱۷ فرماندار کل سنت لوسیا بود. او اولین زنی است که در تاریخ این کشور به این مقام می‌رسد.